# Echinaster glomeratus
Espèce
Echinaster glomeratus est une espèce d'étoiles de mer (Asteroidea) de la famille des Echinasteridae.

## Description
C'est une étoile régulière, constituée d'un disque central assez réduit autour duquel rayonnent 5 longs bras cylindriques orangés (mais pouvant aller du jaune vif au rouge profond), d'aspect rugueux et granuleux.

## Répartition et habitat
On trouve Echinaster glomeratus en Australie du sud-est.